# カンアキトシ
カン アキトシ は、日本の女性歌手・ボイストレーナー・ソムリエである。

## 来歴
10歳の時に歌手になりたいと思い、地方のテレビ局やコンテストに多数出場。レコード店で見つけた猪俣公章のオーディションを受け、猪俣の勧めで地元でボイストレーニングを受けることになる。16歳の時に猪俣の弟子になりたいと親に申し出るが、猪俣はその後すぐに死去する。
中学生の時、英語弁論に出る予定だったはず弁論内容を国語の先生が気に入り、日本語にてNHK「青年の主張」に出演。準優勝する。英語弁論も両方出場。高校では文藝春秋「文の甲子園」に応募、予選通過など、当時より歌を歌う事、詩を書く事や文章を書く事が好きだった。
15歳より作詞・作曲を始め、デモテープを作るようになる。
16歳の時に組んだバンドでヤマハTEENS' MUSIC FESTIVAL地区予選に出場。敢闘賞を受賞している。
明治大学法学部卒業。明治大学大学院公法学研究法哲学科中退。
大学進学を機に東京へ上京。米米CLUBのジェームス小野田主宰のミュージカル「ウルトラバロック」に出演した。渡辺美里のアレンジャーでもある奈良部匠平と知り合い、後の自身のミニ・アルバム「ALWAYS BE YOUR LOVE」のプロデューサーに迎えた。
DJクラブシーンにてDJ高宮永徹・紀徹率いるReggae Disco Rockers、Little Big Beeなどに参加、元JAGATARA OTO率いるマッシュルーム・ヘッドなどにヴォーカルとして参加した。
ゲストヴォーカル、コーラス参加等を経て1998年、ラストラム・ミュージックエンタテインメントよりR&Bシンガーとしてソロデビュー。ミニアルバム、シングル、アナログ発表後、渡米した。
アメリカ滞在中、グレック・デリー（メアリー・J. ブライジ、ディアンジェロのボイストレーナー）の下でボイスレッスンを受け、帰国後、ボイストレーナーとしても活動した。
enjeu名義にてセルフプロデュース・ユニットentrangeiroに参加した。代々木アニメーション学院音楽学部の非常勤講師を務める。
フランスのFM、AFLO-WAVEにてestrangeiroの楽曲がオンエアされた。
2003年、日本ソムリエ協会ソムリエを取得した。2006年頃よりソムリエとしてシャンパーニュを主とする普及活動を行う。2014年、シャンパーニュ騎士団シュヴァリエに叙任。2018年、シャンパーニュ騎士団オフィシエに叙任。

## ディスコグラフィ

### カンアキトシ名義

#### マキシシングル
1. たえまなく愛は眠らない（1998年4月25日、smooth、LASCD-0009）
2. 元気を出して（1999年4月10日、smooth、LASCD-0013）

#### ミニアルバム
- Always Be Your Love（1998年6月25日、smooth、LACD-0007）

#### その他
- 2nd VINYL（12インチアナログ盤）
Always Be Your Love Remixies（1999年4月、LANP-1007）
- Club Japan Vol.2 '99
Soulful Divas（1999年4月23日、Hinomaru Records、ABCD-5）
- Phoenix rising(feat.GOMESS)　（2022年7月7日　Carameliser　配信)

- Phoenix flying(feat.A_liyah)　(2023年7月7日　Carameliser配信)

### enjeu名義
- INTRODUCTION（2004年11月19日、CARAMELISER、CARA-0001）
- ESTRANGEIRO（2005年8月10日、VIBES DISC、VYCL-1004）セルフプロデュース・ユニット

## 主な参加作品
- LOVE LITE presents CLUB CHRISMAS（V.A DJ TAKAMIYA SOUL VIBRATION CREW、高宮永徹ユニットヴォーカル参加、ポニーキャニオン、PCCA-00826）
- Reggae Disco Rockers（ゲストヴォーカル参加）
  - World Needs Love（P-Vine records、PCD-4504）
  - memories（P-Vine records、PCD-4506）
- PENETRATION（NAKED ARTZ、ヴォーカル参加、BMG JAPAN、PVCP-8602）
- Soup up（V.A Little Big Bee、ヴォーカル参加、東芝EMI、TOCT-9441）
- estrangeiro（ヴォーカル参加）
  - Color primitivo（Happiness Records、HRCD-003）
  - TOKYO BOSA NOVA（Happiness Records）

## 主な楽曲提供
フジタ茉優：「ESCAPE」作詞、作曲、プロデュース（2021年1月11日リリース）
「AQUA RHYTHM」作詞、作曲、プロデュース（2021年3月3日）
「Debris」プロデュース（2021年5月4日）
１st Album「Who am I」プロデュース（2021年7月7日）
「夢の旅路（Smooth Autumn Mix）」作詞、作曲、プロデュース（2021年9月9日）

Filles au carameliser:「X`mas song」作詞、作曲、プロデュース
（2021年11月21日、11月25日、12月1日　配信）
A_liyah:「FOCUSED」プロデュース（2023年6月6日　配信）